# Joel Pereira
Joel Dinis Castro Pereira (Le Locle, 28 giugno 1996) è un calciatore svizzero naturalizzato portoghese, portiere del Reading.

## Carriera

### Club
Nasce in Svizzera, a Le Locle, dove inizia a giocare, nelle giovanili del Le Locle-Sports. Successivamente passa al Neuchâtel Xamax, dove esordisce nel calcio agonistico il 14 agosto 2011, a 15 anni, nella squadra B, in Seconda Lega interregionale, quinto livello del calcio svizzero, nello 0-0 sul campo del Moutier. Chiude la stagione 2011-2012 con quattro presenze. A 16 anni, nel 2012 si trasferisce in Inghilterra, al Manchester Utd, con il quale disputa due stagioni nella squadra Under-18 ed uno nell'Under-23.
Nell'ottobre 2015 va in prestito in League One, la terza serie inglese, al Rochdale, con cui esordisce il 21 novembre nella vittoria per 0-2 in trasferta contro il Doncaster. Rimane fino al gennaio 2016 collezionando 8 apparizioni.
Dopo essere ritornato per 6 mesi nell'Under-23 del Manchester Utd, il 31 agosto 2016, ultimo giorno di mercato, va a giocare per la prima volta nella sua carriera in Portogallo, al Belenenses, in Primeira Liga, sempre in prestito. Debutta l'8 ottobre nel 2º turno di Coppa di Lega, vinto per 1-0 sul campo del Boavista. La prima in campionato la gioca invece il 23 ottobre, perdendo 2-0 in casa contro il Benfica. Va via a gennaio avendo ottenuto 10 presenze.
A inizio gennaio 2017 ritorna al Manchester Utd, rientrando nella squadra under-23. Il 29 gennaio 2017 trova l'esordio con i Red Devils, entrando all'80' della sfida vinta per 4-0 in casa contro il Wigan nel 4º turno di FA Cup.

### Nazionale
Dopo aver giocato nelle selezioni Under-15, Under-16 e Under-17 del suo Paese natale, nel 2012 opta per il Portogallo, con cui gioca nell'Under-17, Under-18, Under-19 e Under-20. Nel 2016 partecipa al Torneo di Tolone con la selezione Under-23, concludendo al terzo posto e successivamente viene convocato per le Olimpiadi di Rio de Janeiro, non riuscendo ad ottenere presenze e fermandosi ai quarti di finale. Il 2 settembre dello stesso anno fa il suo esordio in Under-21 nello 0-0 in casa contro Israele nelle qualificazioni all'Europeo 2017.

## Statistiche

### Presenze nei club
Statistiche aggiornate al 15 maggio 2022.
| Stagione              | Squadra               | Campionato            | Campionato | Campionato | Coppe nazionali | Coppe nazionali | Coppe nazionali | Coppe continentali | Coppe continentali | Coppe continentali | Altre coppe | Altre coppe | Altre coppe | Totale | Totale | Totale |
| Stagione              | Squadra               | Comp                  | Pres       | Reti       | Comp            | Pres            | Reti            | Comp               | Pres               | Reti               | Comp        | Pres        | Reti        | Pres   | Reti   |        |
| --------------------- | --------------------- | --------------------- | ---------- | ---------- | --------------- | --------------- | --------------- | ------------------ | ------------------ | ------------------ | ----------- | ----------- | ----------- | ------ | ------ | ------ |
| 2011-2012             | Neuchâtel Xamax II    | SLi                   | 4          | -1         | -               | -               | -               | -                  | -                  | -                  | -           | -           | -           | 4      | -1     |        |
| 2015-2016             | Rochdale              | FLO                   | 6          | -7         | FAC+FLC         | 1+1             | -1 + -1         | -                  | -                  | -                  | -           | -           | -           | 8      | -9     |        |
| 2016-gen. 2017        | Belenenses            | PL                    | 8          | -7         | TdP+TdL         | 1+1             | -2 + -0         | -                  | -                  | -                  | -           | -           | -           | 10     | -9     |        |
| gen.-giu. 2017        | Manchester Utd        | PL                    | 1          | 0          | FACup+CdL       | 1+0             | 0               | UEL                | 0                  | 0                  | -           | -           | -           | 2      | 0      |        |
| 2017-2018             | Manchester Utd        | PL                    | 0          | 0          | FACup+CdL       | 0+1             | 0 + -1          | UCL                | 0                  | 0                  | -           | -           | -           | 1      | -1     |        |
| Totale Manchester Utd | Totale Manchester Utd | Totale Manchester Utd | 1          | -1         | -               | 2               | -1              | -                  | -                  | -                  | -           | -           | -           | 3      | -2     |        |
| 2018-gen. 2019        | Vitória Setúbal       | PL                    | 9          | -12        | CP+CdL          | 0+1             | 0 + -4          | -                  | -                  | -                  | -           | -           | -           | 10     | -16    |        |
| gen.-giu. 2019        | Kortrijk              | PL                    | 0+5        | 0 + -4     | -               | -               | -               | -                  | -                  | -                  | -           | -           | -           | 5      | -4     |        |
| 2019-2020             | Hearts                | SP                    | 20         | -37        | SC+CdL          | 2+3             | 0 + -6          | -                  | -                  | -                  | -           | -           | -           | 25     | -43    |        |
| 2020-2021             | Huddersfield Town     | FLC                   | 2          | -11        | FACup+CdL       | 0               | 0               | -                  | -                  | -                  | -           | -           | -           | 2      | -11    |        |
| 2021-2022             | RKC Waalwijk          | E                     | 2          | -3         | CO              | 0               | 0               | -                  | -                  | -                  | -           | -           | -           | 2      | -3     |        |
| Totale carriera       | Totale carriera       | Totale carriera       | 57         | -82        | -               | 12              | -15             | -                  | -                  | -                  | -           | -           | -           | 69     | -97    |        |

### Cronologia presenze e reti in Nazionale
| Cronologia completa delle presenze e delle reti in nazionale ― Portogallo under 21 | Cronologia completa delle presenze e delle reti in nazionale ― Portogallo under 21 | Cronologia completa delle presenze e delle reti in nazionale ― Portogallo under 21 | Cronologia completa delle presenze e delle reti in nazionale ― Portogallo under 21 | Cronologia completa delle presenze e delle reti in nazionale ― Portogallo under 21 | Cronologia completa delle presenze e delle reti in nazionale ― Portogallo under 21 | Cronologia completa delle presenze e delle reti in nazionale ― Portogallo under 21 | Cronologia completa delle presenze e delle reti in nazionale ― Portogallo under 21 |
| Data                                                                               | Città                                                                              | In casa                                                                            | Risultato                                                                          | Ospiti                                                                             | Competizione                                                                       | Reti                                                                               | Note                                                                               |
| ---------------------------------------------------------------------------------- | ---------------------------------------------------------------------------------- | ---------------------------------------------------------------------------------- | ---------------------------------------------------------------------------------- | ---------------------------------------------------------------------------------- | ---------------------------------------------------------------------------------- | ---------------------------------------------------------------------------------- | ---------------------------------------------------------------------------------- |
| 2-9-2016                                                                           | Paços de Ferreira                                                                  | Portogallo under 21                                                                | 0 – 0                                                                              | Israele under 21                                                                   | Qual. Europeo Under-21 2017                                                        | -                                                                                  |                                                                                    |
| 6-9-2016                                                                           | Barcelos                                                                           | Portogallo under 21                                                                | 1 – 0                                                                              | Grecia under 21                                                                    | Qual. Europeo Under-21 2017                                                        | -                                                                                  |                                                                                    |
| 15-11-2016                                                                         | Doetinchem                                                                         | Paesi Bassi under 21                                                               | 1 – 1                                                                              | Portogallo under 21                                                                | Amichevole                                                                         | -1                                                                                 | 46’                                                                                |
| Totale                                                                             |                                                                                    | Presenze                                                                           | 3                                                                                  |                                                                                    | Reti                                                                               | -1                                                                                 |                                                                                    |

## Palmarès

### Club

#### Competizioni nazionali
- Coppa di Lega inglese: 1

Manchester United: 2016-2017